# Прахт
Прахт (њем. Pracht) општина је у њемачкој савезној држави Рајна-Палатинат. Једно је од 119 општинских средишта округа Алтенкирхен (Вестервалд). Према процјени из 2010. у општини је живјело 1.560 становника. Посједује регионалну шифру (AGS) 7132091.

## Географски и демографски подаци
Прахт се налази у савезној држави Рајна-Палатинат у округу Алтенкирхен (Вестервалд). Општина се налази на надморској висини од 200 метара. Површина општине износи 5,5 km². У самом мјесту је, према процјени из 2010. године, живјело 1.560 становника. Просјечна густина становништва износи 284 становника/km².